# Troy Anthony Brown
Troy Anthony F. Brown (Croydon, 17 settembre 1990) è un ex calciatore gallese, di ruolo difensore.

## Caratteristiche tecniche
Difensore centrale, Brown può giocare anche come terzino destro.